# Richard Boursnell

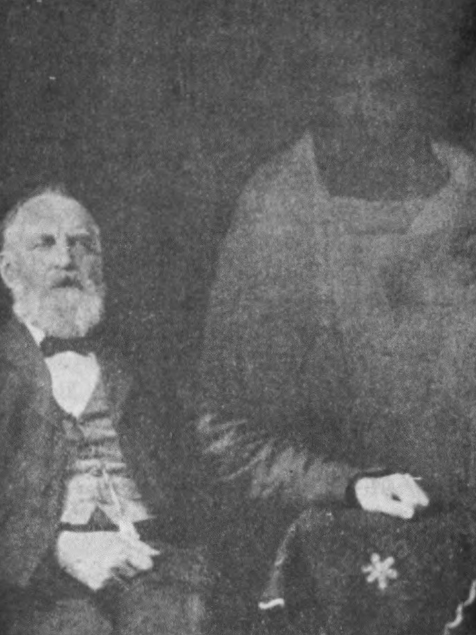
Fotografia do espírito de William Thomas Stead com Piet Botha.

Richard Boursnell (1832 – 1909) foi um médium e fotógrafo de espíritos britânico. 
Boursnell trabalhou em parceria com um fotógrafo profissional na Fleet Street, Londres. Segundo o pesquisador psíquico Simeon Edmunds, as fotografias espirituais de Boursnell "se mostraram fraudulentas em diversas ocasiões".
Em 1902, Boursnell tirou uma foto do espiritualista William Thomas Stead e um extra de "espírito" apareceu, identificado como Piet Botha, um comandante bôer morto na Guerra da África do Sul. Stead afirmou que Botha era desconhecido na Inglaterra e afirmou que a fotografia era de origem sobrenatural, no entanto, o mágico John Nevil Maskelyne e Andrew Wilson descobriram que a morte de Botha havia sido relatada nos jornais de Londres em 1899 com uma fotografia dele.
Boursnell foi exposto quando F. C. Barnes, de Brisbane, Austrália, visitou-o em Londres em 1908. O "espírito" extra da fotografia foi identificado como a imperatriz Elisabete da Áustria, tirada de um livro, mas ainda assim foi considerada como uma fotografia do pensamento baseada na lembrança que Barnes tinha de quando o leu.
 

O pesquisador Ronald Pearsall escreveu que outro método fraudulento usado por Boursnell era pintar um espírito em um fundo com uma "substância como o sulfito de quinino".